# 딕 야미
딕 야미(Dick Yarmy, 1932년 2월 14일 ~ 1992년 5월 5일)는 미국의 배우, 텔레비전 배우이다.
뉴욕에서 태어났다.

## 영화
- 더 스위닝 바메이드 (1975년)
- 119 구조대 (1972년)
- 겟 스마트 (1965년)